# Marion Wagner (bågskytt)
Marion Wagner, född 9 juni 1968, är en tysk bågskytt. Hon deltog vid olympiska sommarspelen 1992.